# تيري بارنز (لاعب كريكت)
تيري بارنز (22 أكتوبر 1945 في المملكة المتحدة - ) (بالإنجليزية: Terry Barnes)‏ هو لاعب كريكت بريطاني. لعب مع Lincolnshire County Cricket Club ‏ والمقاطعات الوطنية للكريكيت الإنجليزي والويلزي ‏ وNorfolk County Cricket Club ‏ وWiltshire County Cricket Club ‏.

## وصلات خارجية
- تيري بارنز على موقع إي آس بي آن كريك إنفو (الإنجليزية)